# 野の白鳥

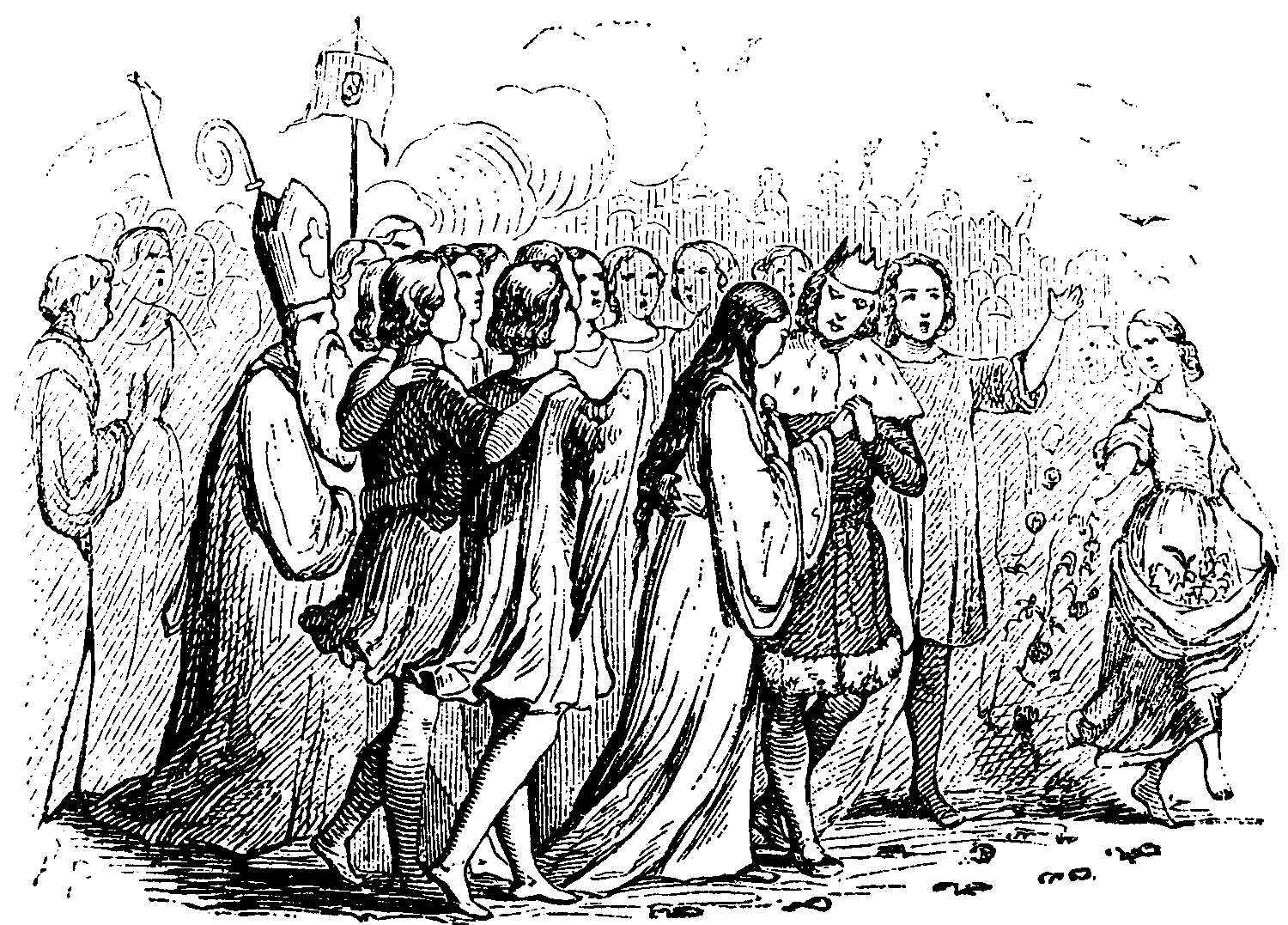
Vilhelm Pedersen作「野の白鳥」の絵

『野の白鳥』（ののはくちょう 丁: De vilde Svaner）はデンマークの童話作家ハンス・クリスチャン・アンデルセン創作の童話の1つ。『白鳥の王子』ともいう。

## あらすじ
北国のとある王国に、11人の王子とイライザという王女を持つ国王と王妃が幸せに暮らしていた。ある時、王妃が亡くなり、国王は再婚する。ところが新しい王妃は王子達とイライザ王女をいじめ、王子達を白鳥に変えて追い出し、エリザを農家の養女にやってしまう。
やがて15歳になったイライザ王女は王宮に戻るが、美しく成長したイライザ王女を憎らしく思った王妃は、イライザ王女の体をクルミの汁で汚し、髪をぼさぼさに乱し、元の姿とはかけ離れた姿に変えてしまう。その醜い姿を見た父王は、こんな者は自分の娘ではないといってしまう。
悲しみのあまりイライザ王女は王宮を抜け出す。あてどもなく歩き続けるうちに夜になり、深い森の中で眠ったイライザ王女は翌朝、湖の水面に映った自分の醜い顔を見て驚くが、沐浴すると元の姿に戻ることができた。
次の日、道で出会った老婆に「冠をかぶった11羽の白鳥を見た」と教えられ、海岸で11羽の白鳥を見つける。それこそ、いなくなった11人の兄王子達だった。王子達は日が昇ると白鳥に変わり、日が沈むと元の姿に戻るのだった。
海の向こうの国に渡る季節が来ていた王子達は、イライザ王女を網に乗せて一緒に連れて行くことにした。
目指す国に着いたイライザ王女は、兄達を元の姿に戻したいと神に祈りながら眠った。すると夢の中に仙女(フェアリー)が現れ、いら草を紡いだ糸で帷子を編んで王子達に着せれば呪いが解ける、ただし編んでいる間は口をきいてはならない、さもないと王子達が死んでしまうと教えてくれる。そこでイライザ王女はいら草を集め、帷子を編み始める。
ある日、狩りをしていたこの国の王がイライザ王女を一目見て心惹かれ、城へ連れ帰る。大僧正が王に「この娘は魔女に違いない」と言うが、王は信じず結婚する。
イライザ王妃は隠れて帷子を編み続けるが、途中で糸が尽きてしまい、真夜中の墓地にいら草を摘みに行く。それを見ていた大僧正が王に告げ、王も疑いはじめる。
そして最後の1枚を編んでいる途中でまたしてもいら草が尽き、墓地に行ったイライザ王妃を見た王はイライザ王妃を捕らえて火あぶりの刑を言い渡す。
処刑場に向かう馬車でも帷子を編み続けるイライザ王女を気味悪がり、民衆が帷子を引き裂こうとすると、11羽の白鳥がイライザ王女を庇う。処刑が始まる寸前、イライザ王女が11枚の帷子を白鳥達に投げかけると、呪いが解けて白鳥が人間の王子に変わった。エリザは長い間の疲れで気を失うが、一番上の兄王子が人々にいきさつを説明し、イライザ王女の魔女の疑いは晴れる。

## 備考
本作はデンマーク民話の再話である。文献によると、素朴で無駄なところもあった民話を、アンデルセンが細やかに書き込むことにより完成させた。
グリム童話にも類話がある（KHM9「十二人兄弟」（Die zwölf Brüder）、KHM25「七羽のからす」（Die sieben Raben）やKHM49「六羽の白鳥」（Die sechs Schwäne））が、実はグリム兄弟も同じデンマーク民話を再話している。1812年1月19日、ドルトヒェン・ヴィルトから聞いた話として『子供と家庭のための童話集』初版より収録。いわゆるエーレンベルク稿にも『十二人兄弟とその妹』という類話が見られる。